# Доктор Ху (22. сезона)
Двадесет друга сезона британске научнофантастичне телевизијске серије Доктор Ху је почела 5. јануара 1985. и завршила се 30. марта 1985. Отворена је епизодом Напад Киберљуди (1. део) и завршила епизодом Откровење Далека (2. део). Сезона се вратила на уобичајено емитовање суботом по први пут од 18. сезоне, али је први и једини пут у првој варијанти класичне серије садржала 45-минутне епизоде у целини. Током емитовања, контролор ББЦ Један Мајкл Грејд најавио је паузу за серију од годину и по дана, делимично наводећи насиље приказано у причама у сезони. Џон Нејтан-Тарнер је продуцирао серију уз уредника сценарија Ерика Соарда.

## Улоге

### Главне
- Колин Бејкер као Шести Доктор
- Никола Брајант као Пери Браун

Колин Бејкер и Никола Брајант настављају своје улоге као Шести Доктор и Пери Браун.

### Епизодне
- Патрик Траутон као Други Доктор (епизоде 7−9)
- Фрејзер Хајнс као Џејми Мекримон (епизоде 7−9)
- Ентони Ејнли као Господар (епизоде 5−6)

Патрик Траутон и Фрејзер Хајнс су се вратили тумачењима Другог Доктора и његовог сапутника Џејмија Мекримона у епизодама Два Доктора (1. део) и Два Доктора (2. део). Њихово последње појављивање на екрану било је (накратко у случају Хајнса) у епизоди Пет Доктора 1983.
Ентони Ејнли се вратио као Господар у Ознаци Рани.

## Епизоде
Серија се вратила на емитовање суботом једном недељно. Све епизоде су трајале 45 минута, мада постоје и у варијантама од 25 минута. Иако је сада било само 13 епизода у сезони, укупно време приказивања остало је приближно исто као у претходним сезонама јер су епизоде биле скоро дупло дуже.
| Бр. еп. (укупно) | Бр. еп. (у сезони) | Наслов                      | Редитељ        | Сценариста               | Премијера         | Гледаност у Британији (милиони) |
| --- | ------------------ | --------------------------- | -------------- | ------------------------ | ----------------- | ------------------------------- |
| 627 | 1                  | "Напад Киберљуди (1. део)"  | Метју Робинсон | Пола Мур                 | 5. јануар 1985.   | 8.90                            |
| Киберљуди планирају да униште Земљу како би спречили уништење њиховог матичног света, Мондаса. Доктор такође открива да је кибер контролор далеко од тога да је мртав. |                    |                             |                |                          |                   |                                 |
| 628 | 2                  | "Напад Киберљуди (2. део)"  | Метју Робинсон | Пола Мур                 | 12. јануар 1985.  | 7.20                            |
| Доктора су ухватили Киберљуди и вратили на њихову матичну планету. Тамо открива извор сигнала. Криони, првобитни становници света Киберљуди, преживљавају под земљом и желе да Киберљуди нестану. Доктор сазнаје све планове Киберљуди. Не само да су Криони угрожени већ и сама будућност људског рода. Ово није освајачки рат већ потпуно уништење. |                    |                             |                |                          |                   |                                 |
| 629 | 3                  | "Освета Вароса (1. део)"    | Рон Џоунс      | Филип Мартин             | 19. јануар 1985.  | 7.20                            |
| ТАРДИС принудно слеће на Варос, планету која је некада била казнена колонија и где се домороци Варошани тренутно забављају преносима стварног насиља и смрти. Помешани са побуњеницима, Доктор и Пери сазнају да Сил, зли изасланик рударске корпорације Галатрон, тражи да влада Варосом и да контролише залихе руде Зејтон 7, која је једини извор горива за ТАРДИС. |                    |                             |                |                          |                   |                                 |
| 630 | 4                  | "Освета Вароса (2. део)"    | Рон Џоунс      | Филип Мартин             | 26. јануар 1985.  | 7.00                            |
| Гувернер приморава Доктора да му каже праву вредност зејтона-7, али Сил покушава да поремети његове планове подвргавајући Пери и Арету принудној мутацији. |                    |                             |                |                          |                   |                                 |
| 631 | 5                  | "Ознака Рани (1. део)"      | Сара Хелингс   | Пип Бејкер и Џејн Бејкер | 2. фебруар 1985.  | 6.30                            |
| У рударском селу из 19. века, одметница Временска дама позната као Рани исушује мождану течност из месних мушкараца, претварајући их у дивљаке и луде. Овде Господар планира да принуди њену помоћ у својој освети Доктору, истовремено успостављајући базу моћи за контролу будућности Земље. |                    |                             |                |                          |                   |                                 |
| 632 | 6                  | "Ознака Рани (2. део)"      | Сара Хелингс   | Пип Бејкер и Џејн Бејкер | 9. фебруар 1985.  | 7.30                            |
| Господар користи Ранине паразите који контролишу ум како би спречио отказивање састанка водећих научника на Земљи и помаже Рани да преобрази нагазне мине за Доктора док он наставља да предлаже савез са њом у владавини Земљом. |                    |                             |                |                          |                   |                                 |
| 633 | 7                  | "Два Доктора (1. део)"      | Питер Мофат    | Роберт Холмс             | 16. фебруар 1985. | 6.60                            |
| Господари времена су послали Доктора (у његовој 2. инкарнацији) заједно са Џејмијем у станицу за истраживање свемира да виде Дастарија, директора пројеката, како је одвратио двојицу његових научника од даљих огледа на путовању кроз време који разбијају ткиво времена. Доктор је додатно узнемирен због Дастаријевих најновијих генетских огледа који повећавају интелигенцију зверске и месождерке хуманоидне расе зване Андрогум. Ова споредна брига убрзо доказује већи проблем: Андрогуми су стали на страну Сонтаранаца да преузму станицу. Станица убрзо пада и Доктор је заробљен и мучен. Како његов живот постаје угрожен, Други Доктор (у својој 6. инкарнацији) се онесвестио док је био на одмору са Пери - и само његово постојање је угрожено. |                    |                             |                |                          |                   |                                 |
| 634 | 8                  | "Два Доктора (2. део)"      | Питер Мофат    | Роберт Холмс             | 23. фебруар 1985. | 6.00                            |
| Уз покољ и пропадање око свемирске станице, Доктор бр. 6 и Пери настављају да избегавају аутоматизовани одбрамбени систем који покушава да их убије, али постоји и нешто живо што вреба и на њима је око. Докази указују да су Господари времена одговорни за све ово, али Доктор одбија да верује у то. Можда греши, а такође се плаши да је у мехур који је универзум пробушена рупа са потпуним и незаустављивим уништењем које следи. Далеко, Доктора бр. 2 управо треба да сецирају Сонтаранци и Андрогум како би пронашли симбиотска језгра која омогућавају путовање кроз време Господарима времена. |                    |                             |                |                          |                   |                                 |
| 635 | 9                  | "Два Доктора (3. део)"      | Питер Мофат    | Роберт Холмс             | 2. март 1985.     | 6.90                            |
| Приближавајући се циљу путовања кроз време, Андрогум и Сонтаранци су спремни да се укрсте. Пошто су Пери и Џејми наизменично у опасности да заврше на рачуну, донета је одлука да се Доктор број 2 генетски преобрази у незаситно месождера Андрогума што доводи до тога да Доктор број 6 изненада развије укус за кућне мачке док се трка да не дозволи да ова промена постане трајна. |                    |                             |                |                          |                   |                                 |
| 636 | 10                 | "Временски сплет (1. део)"  | Пенан Робертс  | Глен Мекој               | 9. март 1985.     | 6.70                            |
| Временски коридор назван Временски сплет постављен је да казни дисиденте на планети Карфел, бацајући их живе, али трајно у рану историју Земље. ТАРДИС пролеће право у њега, а Доктор након тога проналази друштво са напредном технологијом коју не би требало да има заједно са узнемирујућим одсуством одражавајућих површина било које врсте. |                    |                             |                |                          |                   |                                 |
| 637 | 11                 | "Временски сплет (2. део)"  | Пенан Робертс  | Глен Мекој               | 16. март 1985.    | 7.40                            |
| За свој предстојећи сукоб са тајанственим и затвореним Борадом, диктатором Карфела, Доктор узима контром кристале из Временског следа да би направио уређај за временску паузу од 10 секунди, не знајући за Борадову мутацију и планове за размножавање Пери или међупланетарни рат који је изазвао са Бандрилима који су на путу да униште сав живот сисара на Карфелу. |                    |                             |                |                          |                   |                                 |
| 638 | 12                 | "Откровење Далека (1. део)" | Грејем Харпер  | Ерик Соард               | 23. март 1985.    | 7.40                            |
| Доктор и Пери стижу на планету Некрос како би присуствовали сахрани научника професора Атура Стенгоса, али откривају да је творац Далека Даврос постао "Велики исцелитељ" који води Транкил Репос, установу у којој се држе смртно болесни у суспендованој анимацији док се не пронађе лек. Они сазнају да је Даврос све оне у суспендованој анимацији претварао у Далеке који су му одани док праве храну од њихових мртвих тела. |                    |                             |                |                          |                   |                                 |
| 639 | 13                 | "Откровење Далека (2. део)" | Грејем Харпер  | Ерик Соард               | 30. март 1985.    | 7.70                            |
| Даврос који води Транкил Репос био је само фигура - буквално само глава коју је створио и анимирао сам Даврос. Сада, прави Даврос креће напред да се суочи са Доктором, али његови сопствени бескрупулозни поступци су подстакли непријатно стање у околини прожето издајом коме би само неколицина могла да побегне. |                    |                             |                |                          |                   |                                 |

### Додатна епизода
Посебно написан сегмент произведен за ББЦ-ов дечји програм Џим ће то да среди у којем се појављује Колин Бејкер у улози Шестог Доктора. Емитована је 23. фебруара 1985. Обожаваоци серија је уопштено не сматрају деом серијала (иако књига у серији Кратка путовања  ипак има њен наставак).
| Бр. еп. (укупно) | Бр. еп. (у сезони) | Наслов                      | Редитељ         | Сценариста | Премијера         | Гледаност у Британији (милиони) |
| --- | ------------------ | --------------------------- | --------------- | ---------- | ----------------- | ------------------------------- |
| − | −                  | "Сређивање са Сонтаранцима" | Маркус Мортимер | Ерик Соард | 23. фебруар 1985. | N/A                             |
| Доктор је случајно повукао са собом Теган Јованку и Земљанина по имену Гарет Џенкинс који је случајно обучен у одећу сличну његовој. Затим имају кратку битку са два Сонтаранца. |                    |                             |                 |            |                   |                                 |